# La condizione umana
La condizione umana è il nome di due dipinti realizzati dal pittore belga René Magritte.  Il primo risale al 1933 (100×81 cm, olio su tela) ed è situato alla National Gallery di Washington, mentre il secondo venne realizzato due anni più tardi (100×81 cm, olio su tela) e appartiene alla collezione Simon Spierer di Ginevra.

## La condizione umana I
Il primo dei due dipinti rappresenta una tela appoggiata su un cavalletto su cui è dipinto il paesaggio che si vede oltre il davanzale di una finestra: tela e paesaggio si fondono insieme. Le tende rosse appaiono già in alcune delle sue prime opere (Il giocatore segreto, 1927, olio su tela, 152x195 cm, Museo di Magritte, Bruxelles, Belgio). La tenda di sinistra è posizionata leggermente dietro al quadro senza cornice.
La condizione umana I è uno dei primi e certamente uno dei più famosi dipinti in cui Magritte combina due temi che ha già spesso affrontato nelle sue opere: la finestra come dipinto (e viceversa) e il quadro nel quadro. Entrambi i quadri appartengono alla serie del "quadro nel quadro", in cui Magritte gioca sulla percezione della realtà dando differenti punti di vista ed evoca un confine sottile, quasi indefinito, tra ciò che è reale e quello che ne è la sua percezione.

## La condizione umana II
Nel dipinto si può notare una stanza spoglia, con una porta a forma di arco che si affaccia su una spiaggia, e un cavalletto. A prima vista sembrerebbe che l'arco non sia perfetto ma che presenti una rientranza sul muro, ma in realtà, guardando con attenzione, si nota che la tela poggiata sul cavalletto raffigura il prolungamento del paesaggio sullo sfondo. Vi è raffigurato un cavalletto da pittore e una tela posti parzialmente davanti ad una finestra, precisamente davanti ad un arco aperto sul mare: la tela riproduce (quadro nel quadro) la parte di paesaggio che essa copre allo sguardo, dando l'impressione di perfetta continuità con la porzione di paesaggio rimasta visibile attraverso la finestra. Soltanto il bordo della tela ci segnala l'esistenza di una differenza tra la superficie della tela e il paesaggio. In questo dipinto, rispetto all'opera "La condizione umana I", notiamo che il cavalletto è posto in un punto diverso e in questo modo il pittore sceglie di conferire un taglio, una forma e una dimensione all'immagine.

## Analisi
Magritte gioca col tema del quadro nel quadro, analizzando il confine tra realtà e rappresentazione. Se la prima impressione è che il panorama oltre la finestra sia reale in quanto rappresentato nel dipinto in primo piano, l'osservatore capisce poi che anche questo è finzione perché facente parte del quadro d'insieme che sta osservando.
Considerata un'opera moderna, essa è come intenta a rendere incerto lo spettatore sul fatto che Magritte abbia rappresentato fedelmente la realtà oppure no.
Nelle due opere è svelata l'illusione ottica dovuta alla sovrapposizione del paesaggio sul cavalletto e di quello fuori della finestra ma rimane intatto il mistero del confine tra pittura e materialità, sogno e realtà, tipico del surrealismo. Il poeta dei sogni affida alle immagini il compito di leggere gli aspetti più reconditi del pensiero umano. Magritte conferisce un ruolo conoscitivo alla sua arte visionaria, mettendo in discussione il mondo reale senza inibire l'intelligenza, in una continua ricerca sistematica di voler trasdurre il "pensiero in immagini".
Il taglio la forma e la dimensione delle due opere hanno la funzione di guidare e condizionare il modo di osservare e giudicare la realtà. Infine Magritte usa uno stile semplice, un disegno elementare, una gamma di colori limitata, un'illuminazione diffusa, perché vuole che l'attenzione di chi osserva si rivolga ai soggetti rappresentati, sulle loro ambiguità, sui molteplici significati e interpretazioni che possono prendere e comunicare.
Riferendosi alla Condizione umana del 1933, l'artista dichiarò:
“Misi di fronte a una finestra, vista dall'interno d'una stanza, un quadro che rappresentava esattamente la parte di paesaggio nascosta alla vista del quadro. Quindi l'albero rappresentato nel quadro nascondeva alla vista l'albero vero dietro di esso, fuori della stanza. Esso esisteva per lo spettatore, per così dire, simultaneamente nella sua mente, come dentro la stanza nel quadro, e fuori nel paesaggio reale. Ed è così che vediamo il mondo: lo vediamo come al di fuori di noi anche se è solo d'una rappresentazione mentale di esso che facciamo esperienza dentro di noi” (R. Magritte).